# Mandaluyong
Mandaluyong is een stad op het eiland Luzon in de Filipijnen. Ze vormt samen met 16 andere steden en gemeenten de National Capital Region, die ook wel Metro Manilla wordt genoemd. Bij de laatste census in 2010 telde de stad bijna 329 duizend inwoners.

## Geografie

### Bestuurlijke indeling
Mandaluyong is onderverdeeld in de volgende 27 barangays:
| - Addition Hills - Bagong Silang - Barangka Drive - Barangka Ibaba - Barangka Ilaya - Barangka Itaas - Burol - Buayang Bato - Daang Bakal - Hagdang Bato Itaas - Hagdang Bato Libis - Harapin Ang Bukas - Highway Hills - Hulo | - Mabini-J. Rizal - Malamig - Mauway - Namayan - New Zañiga - Old Zañiga - Pag-asa - Plainview - Pleasant Hills - Poblacion - San Jose - Vergara - Wack-wack Greenhills |

## Demografie
Mandaluyong had bij de census van 2010 een inwoneraantal van 328.699 mensen. Dit waren 23.123 mensen (7,6%) meer dan bij de vorige census van 2007. Ten opzichte van de census van 2000 was het aantal inwoners gegroeid met 50.225 mensen (18,0%). De gemiddelde jaarlijkse groei in die periode kwam daarmee uit op 1,67%, hetgeen lager was dan het landelijk jaarlijks gemiddelde over deze periode (1,90%).

De bevolkingsdichtheid van Mandaluyong was ten tijde van de laatste census, met 328.699 inwoners op 9,29 km², 35382 mensen per km².
|  |  |

## Geboren in Mandaluyong
- Alan Peter Cayetano (28 oktober 1970), senator.